# Blue Ribbon Open
O Blue Ribbon Open foi um torneio masculino de golfe no PGA Tour, disputado somente em 1951 no North Hills Country Club, em Menomonee Falls, no estado norte-americano de Wisconsin. Joe Kirkwood Jr. venceu o evento por duas tacadas à frente dos jogadores de golfe Sam Snead e Jim Ferrier.